# Antipus urikkana
Antipus urikkana là một loài bọ cánh cứng trong họ Chrysomelidae. Loài này được Tomov miêu tả khoa học năm 1983.